# Cambro
Cambro war eine britische Automarke. Hersteller war die Central Aircraft Company Ltd. aus Northolt (Middlesex). Bauzeit war von 1920 bis 1921.
Das einzige Modell war ein sehr einfaches, dreirädriges, britisches Cyclecar mit nur einem Sitzplatz.
Der Wagen wurde vom Zeitungsverleger Frederick J. Camm und G. A. Broomfield – daher der Name CamBro – entworfen und wurde von einem luftgekühlten Zweizylinder-Boxer-Zweitaktmotor von Johnson mit 192 cm³ Hubraum angetrieben, dessen Kraft auf das einzelne Hinterrad mit Hilfe einer Kette weitergeleitet wurde. Dieser Motor wurde üblicherweise in Außenbordmotoren und Mopeds eingebaut. Es gab keinen Rückwärtsgang, aber ein Freilauf erleichterte das Rangieren von Hand. Das Gewicht betrug lediglich 75 kg.
Der Cambro kostete £ 83. Die Anzahl der hergestellten Exemplare ist nicht bekannt.